# 伊雷妮·坎贝尔
伊雷妮·坎贝尔（義大利語：Irene Camber，1926年2月12日—2024年2月23日），意大利前女子击剑运动员。她曾代表意大利参加1948年、1952年、1960年和1964年夏季奥林匹克运动会击剑比赛，共收获一枚金牌和一枚铜牌。